# Vodopád na Kolenském potoce
Vodopád se nachází nedaleko silnice spojující vesnici Kolné a obec Stvolínky, okres Česká Lípa. 

## Popis
Vodopád je na potoce Kolná k vidění od podzimu do jara a po vydatných lijácích. Potok Kolná má dvě ramena, která se spojují v kaňonu potoka Kolná. Zatímco levé tvoří kaskády, pravé je hluboko zaříznuté do pískovcového masivu kaňonu a těsně před spojením obou ramen tvoří několik skoků, z nichž posledním je asi 3m vysoký vodopád. Kaňon potoka Kolné byl vyhlášen za přírodní památku.

Kaňon potoka Kolná od severu přechází do Stvolínecké rokle. 

## Přístup
Několik metrů za koncem obce Kolné prochází pod silnicí několik metrů od sebe dvě kanalizační trubky. Vydáme-li se podél koryta druhé z nich, po několika krocích se koryto začne zprudka svažovat, až nakonec přejde do velmi úzkého a místy přes osm metrů vysokého zářezu ve skále. Budeme-li toto rameno sledovat z pravé strany, mineme několik ve skále vytesaných sklepů, až dojdeme k vodopádu.